# Цимбалист, Роман Иванович
Роман Иванович Цимбалист (24 декабря 1934, Клесов, Волынское воеводство — 22 декабря 2017, Красноярск) — советский и российский спортсмен (греко-римская борьба), тренер и арбитр.

## Биография
Родился 24 декабря 1934 года в Клесове.
В конце 1930-х годов его семья переехала в Красноярск. Здесь с 1954 года начал заниматься борьбой, выступал в весовых категориях до 67 и до 74 кг. В 1960 году получил звание мастера спорта СССР по греко-римской борьбе, с 1959 года работал тренером по этому виду спорта.
Окончил Иркутский физкультурный техникум, затем в 1960 году — Красноярский государственный педагогический институт (ныне Красноярский государственный педагогический университет). Более 27 лет был старшим тренером краевой (Красноярский край) сборной по классической борьбе и более 18 лет работал с молодёжной сборной России по классической борьбе. За свою карьеру Роман Иванович подготовил более 50 мастеров спорта, в их числе Клим Олзоев и Алексей Зуев. Среди его учеников — депутат Государственной Думы, бывший глава города Красноярска Пётр Пимашков. Являлся председателем Красноярской краевой коллегии судей по греко-римской борьбе.
Мастер спорта СССР (1960), судья всесоюзной категории (1976), Заслуженный тренер РСФСР (1989), Заслуженный работник физической культуры РСФСР (22.04.1991).
Умер 22 декабря 2017 года в Красноярске.